# Lillsjön (Örsås socken, Västergötland)
Lillsjön är en sjö i Svenljunga kommun i Västergötland och ingår i Ätrans huvudavrinningsområde.